# Надеждинка (Курганская область)
Наде́ждинка — село в Сафакулевском районе Курганской области. Административный центр Надеждинского сельсовета.

## История
Основано в 1925 году. По данным на 1926 год заимка Куян-Кувак состояла из 5 хозяйств. В административном отношении входила в состав Абдульменевского сельсовета Яланского района Челябинского округа Уральской области.

## Население
| 1989 | 2002 | 2010 |
| ---- | ---- | ---- |
| 755  | ↘524 | ↘253 |

По данным переписи 1926 года на заимке проживало 30 человек (17 мужчин и 13 женщин), в том числе: русские составляли 100 % населения.
Национальный состав
Согласно результатам Всероссийской переписи населения 2002 года, в национальной структуре населения башкиры составляли 75 %.